# قناة مصر الآن
قناة مصر الآن قناة فضائية مصرية، خرجت من رحم ثورة 25 يناير وبعد انقلاب السيسي، تُبَث على الأقمار النايلسات و‌هوت بيرد. ساهمت بنشر التسريبات الخاصة بقيادة انقلاب 2013 في مصر. وضد حكم عبد الفتاح السيسي لمصر.
تاريخ التأسيس : ١-٤-٢٠١٤
تاريخ أول بث : ٦-٨-٢٠١٤
تاريخ التوقف: ٢٥-٩-٢٠١٥
المؤسس والمدير العام : أحمد عبده.

## مذيعو القناة
محمد ناصر
دينا زكريا
اسلام عقل
أيمن جاد
أشرف  الزيات
شريف منصور
محمد جمال
شريف عبادي
أحمد عطوان

## أنظر أيضًا
- قناة مكملين
- قناة الثورة
- قناة الشرق